# MindGuard (software)
El software desarrollado por Lyle Zapato en los 90 MindGuard™, que se distribuye según la Licencia Pública MindGuard (MGPL), complementa el cerco protectivo que anhelan los usuarios de equipo de cómputo, adicional a lo ya conocido en cuanto Antivirus y Firewall, enfocados a la PC exclusivamente, pues toma en consideración que el individuo mismo, está inmerso en un mar electromagnético (EM), cargado de todo tipo de señales que pudiesen ser dañinas incluso, por lo que debe ser aislado de esa contaminación. Al respecto, el hackeo de la mente no está tan lejos de ser una realidad, si no se protege adecuadamente el cerebro pudiese ser leído y extraída información confidencial, tal como cuentas bancarias, pensamientos íntimos y claves-contraseñas en general.
MindGuard es un software diseñado para sistemas operativos Amiga y Linux, que pretende proteger al usuario y/o sujeto cercano al ordenador a donde se instale, de la injerencia en su cuerpo de algunos campos EM (normalmente de baja frecuencia, denominados ELF), y de su influencia en el control mental y cambio de conducta, a veces atribuida a otros factores —médico-psíquicos—, como en el caso de la esquizofrenia.
Mindguard, aprovecha el aluminio que contiene el procesador del ordenador, en vista de cancelar esos campos que pudiesen estar manipulando al ser humano cercano, retornándolo al estado mental limpio de perturbaciones (psicotrónica, etiología de la esquizofrenia-psicotrónica).